# Snowboarden op de Olympische Winterspelen 2018 - Snowboardcross mannen
De snowboardcross voor mannen tijdens de Olympische Winterspelen 2018 vond plaats op 15 februari 2018 in het Bokwang Phoenix Park in Pyeongchang. Titelverdediger Pierre Vaultier wist met succes zijn titel te verdedigen.

## Tijdschema
| Datum       | Lokale tijd | MET   | Ronde     |
| ----------- | ----------- | ----- | --------- |
| 17 februari | 11:00       | 03:00 | Plaatsing |
| 17 februari | 13:30       | 05:30 | Finales   |

## Uitslag

### Plaatsingsronde
| Rang | Bib | Naam                 | Land                           | 1e run  | 2e run  | Beste   |
| ---- | --- | -------------------- | ------------------------------ | ------- | ------- | ------- |
| 1    | 15  | Pierre Vaultier      | Frankrijk                      | 1:13.14 | —       | 1:13.14 |
| 2    | 7   | Omar Visintin        | Italië                         | 1:13.25 | —       | 1:13.25 |
| 3    | 9   | Regino Hernández     | Spanje                         | 1:13.67 | —       | 1:13.67 |
| 4    | 22  | Nikolaj Oljoenin     | Olympische atleten uit Rusland | 1:13.78 | —       | 1:13.78 |
| 5    | 29  | Merlin Surget        | Frankrijk                      | 1:13.82 | —       | 1:13.82 |
| 6    | 5   | Hagen Kearney        | Verenigde Staten               | 1:13.94 | —       | 1:13.94 |
| 7    | 1   | Martin Nörl          | Duitsland                      | 1:14.12 | —       | 1:14.12 |
| 8    | 17  | Kevin Hill           | Canada                         | 1:14.24 | —       | 1:14.24 |
| 9    | 31  | Kalle Koblet         | Zwitserland                    | 1:14.25 | —       | 1:14.25 |
| 10   | 27  | Ken Vuagnoux         | Frankrijk                      | 1:14.29 | —       | 1:14.29 |
| 11   | 23  | Christopher Robanske | Canada                         | 1:14.35 | —       | 1:14.35 |
| 12   | 25  | Cameron Bolton       | Australië                      | 1:14.35 | —       | 1:14.35 |
| 13   | 26  | Lorenzo Sommariva    | Italië                         | 1:14.36 | —       | 1:14.36 |
| 14   | 11  | Paul Berg            | Duitsland                      | 1:14.39 | —       | 1:14.39 |
| 15   | 10  | Nick Baumgartner     | Verenigde Staten               | 1:14.46 | —       | 1:14.46 |
| 16   | 28  | Hanno Douschan       | Oostenrijk                     | 1:14.53 | —       | 1:14.53 |
| 17   | 16  | Markus Schairer      | Oostenrijk                     | 1:14.56 | —       | 1:14.56 |
| 18   | 4   | Emanuel Perathoner   | Italië                         | 1:14.62 | —       | 1:14.62 |
| 19   | 21  | Jonathan Cheever     | Verenigde Staten               | 1:14.72 | —       | 1:14.72 |
| 20   | 13  | Alex Pullin          | Australië                      | 1:14.76 | —       | 1:14.76 |
| 21   | 33  | Jérôme Lymann        | Zwitserland                    | 1:14.77 | —       | 1:14.77 |
| 22   | 14  | Adam Lambert         | Australië                      | 1:14.94 | —       | 1:14.94 |
| 23   | 30  | Anton Lindfors       | Finland                        | 1:15.01 | —       | 1:15.01 |
| 24   | 2   | Alessandro Hämmerle  | Oostenrijk                     | 1:15.03 | —       | 1:15.03 |
| 25   | 12  | Jarryd Hughes        | Australië                      | 1:15.69 | 1:13.73 | 1:13.73 |
| 26   | 6   | Lucas Eguibar        | Spanje                         | 1:18.42 | 1:14.45 | 1:14.45 |
| 27   | 3   | Mick Dierdorff       | Verenigde Staten               | 1:15.47 | 1:14.52 | 1:14.52 |
| 28   | 19  | Michele Godino       | Italië                         | 1:20.88 | 1:14.96 | 1:14.96 |
| 29   | 39  | Steven Williams      | Argentinië                     | 1:17.12 | 1:15.35 | 1:15.35 |
| 30   | 32  | Lluís Marin Tarroch  | Andorra                        | 1:15.47 | 1:15.37 | 1:15.37 |
| 31   | 35  | Daniil Dilman        | Olympische atleten uit Rusland | 1:15.40 | 1:16.11 | 1:15.40 |
| 32   | 34  | Jan Kubičík          | Tsjechië                       | 1:15.73 | 1:16.25 | 1:15.73 |
| 33   | 20  | Konstantin Schad     | Duitsland                      | 1:15.73 | DNS     | 1:15.73 |
| 34   | 38  | Éliot Grondin        | Canada                         | 1:28.89 | 1:15.93 | 1:15.93 |
| 35   | 36  | Loan Bozzolo         | Frankrijk                      | 1:16.15 | 1:16.11 | 1:16.11 |
| 36   | 24  | Duncan Campbell      | Nieuw-Zeeland                  | 1:16.68 | DNF     | 1:16.68 |
| 37   | 37  | Laro Herrero         | Spanje                         | 1:17.62 | 1:16.97 | 1:16.97 |
| 38   | 8   | Lukas Pachner        | Oostenrijk                     | 1:16.99 | 1:17.48 | 1:16.99 |
| 39   | 40  | Mateusz Ligocki      | Polen                          | 1:19.48 | 1:19.22 | 1:19.22 |
| 40   | 18  | Baptiste Brochu      | Canada                         | DNS     | DNS     | DNS     |

### Finaleronde

#### Achtste finale
Heat 1
| Rang | Bib | Naam            | Land | Opm. |
| ---- | --- | --------------- | ---- | ---- |
| 1    | 25  | Jarryd Hughes   | AUS  | Q    |
| 2    | 1   | Pierre Vaultier | FRA  | Q    |
| 3    | 17  | Markus Schairer | AUT  | Q    |
| 4    | 16  | Hanno Douschan  | AUT  |      |
|      | 40  | Baptiste Brochu | CAN  | DNS  |

Heat 2
| Rang | Bib | Naam                | Land | Opm. |
| ---- | --- | ------------------- | ---- | ---- |
| 1    | 24  | Alessandro Hämmerle | AUT  | Q    |
| 2    | 8   | Kevin Hill          | CAN  | Q    |
| 3    | 9   | Kalle Koblet        | SUI  | Q    |
| 4    | 33  | Konstantin Schad    | GER  |      |
| 5    | 32  | Jan Kubičík         | CZE  |      |

Heat 3
| Rang | Bib | Naam            | Land | Opm. |
| ---- | --- | --------------- | ---- | ---- |
| 1    | 21  | Jérôme Lymann   | SUI  | Q    |
| 2    | 12  | Cameron Bolton  | AUS  | Q    |
| 3    | 5   | Merlin Surget   | FRA  | Q    |
| 4    | 29  | Steven Williams | ARG  |      |
| 5    | 36  | Duncan Campbell | NZL  |      |

Heat 4
| Rang | Bib | Naam              | Land | Opm. |
| ---- | --- | ----------------- | ---- | ---- |
| 1    | 4   | Nikolaj Oljoenin  | OAR  | Q    |
| 2    | 20  | Alex Pullin       | AUS  | Q    |
| 3    | 28  | Michele Godino    | ITA  | Q    |
| 4    | 13  | Lorenzo Sommariva | ITA  |      |
| 5    | 37  | Laro Herrero      | ESP  |      |

Heat 5
| Rang | Bib | Naam             | Land | Opm. |
| ---- | --- | ---------------- | ---- | ---- |
| 1    | 27  | Mick Dierdorff   | USA  | Q    |
| 2    | 14  | Paul Berg        | GER  | Q    |
| 3    | 3   | Regino Hernández | ESP  | Q    |
| 4    | 19  | Jonathan Cheever | USA  |      |
| 5    | 37  | Lukas Pachner    | AUT  |      |

Heat 6
| Rang | Bib | Naam                 | Land | Opm. |
| ---- | --- | -------------------- | ---- | ---- |
| 1    | 6   | Hagen Kearney        | USA  | Q    |
| 2    | 11  | Christopher Robanske | CAN  | Q    |
| 3    | 35  | Loan Bozzolo         | FRA  | Q    |
| 4    | 22  | Adam Lambert         | AUS  |      |
| 5    | 30  | Lluís Marin Tarroch  | AND  |      |

Heat 7
| Rang | Bib | Naam           | Land | Opm. |
| ---- | --- | -------------- | ---- | ---- |
| 1    | 7   | Martin Nörl    | GER  | Q    |
| 2    | 10  | Ken Vuagnoux   | FRA  | Q    |
| 3    | 23  | Anton Lindfors | FIN  | Q    |
| 4    | 31  | Daniil Dilman  | OAR  |      |
| 5    | 34  | Éliot Grondin  | CAN  |      |

Heat 8
| Rang | Bib | Naam               | Land | Opm. |
| ---- | --- | ------------------ | ---- | ---- |
| 1    | 18  | Emanuel Perathoner | ITA  | Q    |
| 2    | 15  | Nick Baumgartner   | USA  | Q    |
| 3    | 39  | Mateusz Ligocki    | POL  | Q    |
| 4    | 2   | Omar Visintin      | ITA  |      |
|      | 26  | Lucas Eguibar      | ESP  | DNF  |

#### Kwartfinales
Heat 1
| Rang | Bib | Naam                | Land | Opm. |
| ---- | --- | ------------------- | ---- | ---- |
| 1    | 1   | Pierre Vaultier     | FRA  | Q    |
| 2    | 25  | Jarryd Hughes       | AUS  | Q    |
| 3    | 24  | Alessandro Hämmerle | AUT  | Q    |
| 4    | 8   | Kevin Hill          | CAN  |      |
|      | 17  | Markus Schairer     | AUT  | DNF  |
|      | 9   | Kalle Koblet        | SUI  | DNF  |

Heat 2
| Rang | Bib | Naam             | Land | Opm. |
| ---- | --- | ---------------- | ---- | ---- |
| 1    | 4   | Nikolay Oljoenin | OAR  | Q    |
| 2    | 20  | Alex Pullin      | AUS  | Q    |
| 3    | 12  | Cameron Bolton   | AUS  | Q    |
| 4    | 21  | Jérôme Lymann    | SUI  |      |
|      | 5   | Merlin Surget    | FRA  | DNF  |
|      | 28  | Michele Godino   | ITA  | DNF  |

Heat 3
| Rang | Bib | Naam                 | Land | Opm. |
| ---- | --- | -------------------- | ---- | ---- |
| 1    | 3   | Regino Hernández     | ESP  | Q    |
| 2    | 27  | Mick Dierdorff       | USA  | Q    |
| 3    | 11  | Christopher Robanske | CAN  | Q    |
| 4    | 6   | Hagen Kearney        | USA  |      |
|      | 14  | Paul Berg            | GER  | DNF  |
|      | 35  | Loan Bozzolo         | FRA  | DNF  |

Heat 4
| Rang | Bib | Naam               | Land | Opm. |
| ---- | --- | ------------------ | ---- | ---- |
| 1    | 7   | Martin Nörl        | GER  | Q    |
| 2    | 15  | Nick Baumgartner   | USA  | Q    |
| 3    | 23  | Anton Lindfors     | FIN  | Q    |
| 4    | 18  | Emanuel Perathoner | ITA  |      |
|      | 10  | Ken Vuagnoux       | FRA  | DNF  |
|      | 39  | Mateusz Ligocki    | POL  | DNF  |

#### Halve finales
Halve finale 1
| Rang | Bib | Naam                | Land | Opm. |
| ---- | --- | ------------------- | ---- | ---- |
| 1    | 20  | Alex Pullin         | AUS  | Q    |
| 2    | 25  | Jarryd Hughes       | AUS  | Q    |
| 3    | 1   | Pierre Vaultier     | FRA  | Q    |
| 4    | 12  | Cameron Bolton      | AUS  |      |
| 5    | 24  | Alessandro Hämmerle | AUT  |      |
|      | 4   | Nikolaj Oljoenin    | OAR  | DNF  |

Halve finale 2
| Rang | Bib | Naam                 | Land | Opm. |
| ---- | --- | -------------------- | ---- | ---- |
| 1    | 3   | Regino Hernández     | ESP  | Q    |
| 2    | 15  | Nick Baumgartner     | USA  | Q    |
| 3    | 27  | Mick Dierdorff       | USA  | Q    |
| 4    | 7   | Martin Nörl          | GER  |      |
| 5    | 23  | Anton Lindfors       | FIN  |      |
|      | 11  | Christopher Robanske | CAN  | DNF  |

#### Finales
Grote finale
| Rang   | Bib | Naam             | Land | Opm. |
| ------ | --- | ---------------- | ---- | ---- |
| Goud   | 1   | Pierre Vaultier  | FRA  |      |
| Zilver | 25  | Jarryd Hughes    | AUS  |      |
| Brons  | 3   | Regino Hernández | ESP  |      |
| 4      | 15  | Nick Baumgartner | USA  |      |
| 5      | 27  | Mick Dierdorff   | USA  |      |
| 6      | 20  | Alex Pullin      | AUS  | DNF  |

Kleine finale
| Rang | Bib | Naam                 | Land | Opm. |
| ---- | --- | -------------------- | ---- | ---- |
| 7    | 24  | Alessandro Hämmerle  | AUT  |      |
| 8    | 7   | Martin Nörl          | GER  |      |
| 9    | 23  | Anton Lindfors       | FIN  |      |
| 10   | 12  | Cameron Bolton       | AUS  |      |
| 11   | 4   | Nikolaj Oljoenin     | OAR  | DNS  |
| 11   | 11  | Christopher Robanske | CAN  | DNS  |